# Der vierte apokalyptische Reiter
Der vierte apokalyptische Reiter (Originaltitel: Time of the Fourth Horseman) ist ein Science-Fiction-Roman der amerikanischen Autorin Chelsea Quinn Yarbro aus dem Jahr 1976. 

## Handlung
Im 21. Jahrhundert hat es die Menschheit geschafft, die schlimmsten Krankheiten der Welt endgültig auszurotten. Dies hat allerdings zur Folge, dass die Weltbevölkerung zu schnell anwächst. Um die Erde vor einer Überbevölkerung zu bewahren, entschließt sich eine Gruppe von Ärzten dazu, Krankheiten, die schon lange als ausgestorben galten, wieder unter die Menschen zu bringen. Eine junge Ärztin kommt dieser Verschwörung zufällig auf die Spur und versucht daraufhin alles, den Plan ihrer Kollegen zu verhindern.